# Befehlshaber der Panzerschiffe
Der Befehlshaber der Panzerschiffe (B. d. P.) war eine Kommandobehörde der Kriegsmarine im Zweiten Weltkrieg.

## Geschichte
Mit der Überführung der Reichsmarine in die Kriegsmarine wurde der Befehlshaber der Linienschiffe als Dienststelle übernommen. Da sich aber die Zahl der noch in Dienst befindlichen Linienschiffe weiter reduzierte und die Bedeutung der Panzerschiffe stieg, wurde zum 1. Oktober 1936 aus dem Befehlshaber der Linienschiffe der Befehlshaber der Panzerschiffe.
Im Oktober 1939 wurde der Befehlshaber der Panzerschiffe Flottenchef (Flottenkommando) und war damit für die Panzerschiffe und Schlachtschiffe verantwortlich. Die Unterstellung erfolgte unter das Flottenkommando. Ein neuer BdP wurde nicht mehr ernannt und der Stab der Dienststelle immer weiter verkleinert. Am 31. Juli 1940 folgte die Auflösung.

## Unterstellte Panzerschiffe
- Deutschland
- Admiral Scheer
- Admiral Graf Spee

## Unterstellte Schlachtschiffe
- Scharnhorst
- Gneisenau

## Befehlshaber
- Konteradmiral Rolf Carls: von der Aufstellung bis November 1936, ehemaliger Chef des Stabes des Befehlshabers der Linienschiffe
- Konteradmiral Hermann von Fischel: von November 1936 bis Februar 1938
- Vizeadmiral Wilhelm Marschall: von Februar 1938 bis Oktober 1939, anschließend Flottenchef
- unbesetzt: von Oktober 1939 bis zur Auflösung

## 1. Admiralstabsoffiziere
- unbekannt
- Fregattenkapitän Ulrich Brocksien: von April 1939 bis Oktober 1939, anschließend 1. Admiralstabsoffizier des Flottenkommandos
- Kapitän zur See Hans Hartmann: von Dezember 1939 bis April 1940
- Fregattenkapitän Paul Ascher: von Mai 1940 bis zur Auflösung der Dienststelle, später 1. Admiralstabsoffizier des Flottenkommandos

## 2. Admiralstabsoffiziere
- unbekannt
- Korvettenkapitän Georg Langheld: von März 1938 bis Dezember 1939
- Korvettenkapitän Hermann Schlieper: von Dezember 1939 bis zur Auflösung der Dienststelle

## Verbandsingenieure
- unbekannt
- Kapitän zur See (Ing.) Max Schenitzki: von Oktober 1938 bis November 1939
- Fregattenkapitän (Ing.) Waldemar Kober: von November 1939 bis März 1940
- Kapitän zur See (Ing.) Max Schenitzki: von März 1940 bis August 1940
- unbekannt

## Bekannte Personen des Befehlshabers
- Leutnant zur See/Oberleutnant zur See Johann Mohr: vom 6. Februar 1938 bis zum 31. März 1940 Flaggleutnant
- Kapitän zur See Wilhelm Meisel: von August 1938 bis Ende Oktober 1938 im Stab